# 智選假日酒店
智选假日酒店（Holiday Inn Express）是洲際酒店集團旗下的一个中等价位的连锁酒店品牌。
截至2019年9月，全球共有2826家智選假日酒店，拥有超过29.2万间客房。

## 外部連結
- 官方网站